# 중리초등학교 (부산)
중리초등학교(中리初等學校)는 대한민국 부산광역시 영도구 동삼동에 있는 공립 초등학교이다.

## 학교 연혁
- 1988년 9월 27일: ‘중리국민학교’ 설립인가
- 1989년 3월 1일: ‘중리국민학교’ 개교
- 1996년 3월 1일: ‘중리초등학교’로 명칭 변경

## 참고 자료
- 중리초등학교 - 한국교육학술정보원 학교알리미